# Malaia boettcheri
Malaia boettcheri är en skalbaggsart som beskrevs av Ohaus 1916. Malaia boettcheri ingår i släktet Malaia och familjen Rutelidae. Inga underarter finns listade i Catalogue of Life.